# Luis Saldarriaga
Luis Saldarriaga (nascido em 22 de junho de 1944) é um ex-ciclista colombiano. Representou seu país, Colômbia, no ciclismo nos Jogos Olímpicos de Verão de 1968.